# Glenn Tait
Paul Glendon (Glen) Tait est un homme politique canadien. Il représente la circonscription de Saint John-Est à l'Assemblée législative du Nouveau-Brunswick de 2010 à 2014.

## Biographie
Né à Saint-Jean, Tait a travaillé pendant 34 ans au service des incendies de la ville, où il a été promu à plusieurs reprises. Il a occupé le poste de chef du service des incendies jusqu'à sa retraite en 2003. Il a entrepris une seconde carrière en se présentant comme conseiller municipal l'année suivante, un poste qu'il a occupé jusqu'en 2009. Il est marié à Dawn, infirmière-enseignante à la retraite. Le couple a deux enfants.